# HMS Falmouth (1910)
La HMS Falmouth, settima nave da guerra britannica a portare questo nome, è stata un incrociatore leggero classe Town, tipo Weymouth, della Royal Navy. Venne impostata nei cantieri William Beardmore and Company il 21 febbraio 1910, varata il 20 settembre successivo ed entrò in servizio nel settembre 1911.

## Servizio
Durante la prima guerra mondiale partecipò a tutte le più importanti battaglie navali. All'inizio del conflitto venne assegnata al 5º Squadrone Incrociatori operativo nell'Atlantico. Nell'agosto 1914 la Falmouth affondò 4 mercantili tedeschi per poi venire riassegnata al 1º Squadrone Incrociatori leggeri della Grand Fleet. Il 28 agosto partecipò alla Battaglia di Helgoland ed il 24 gennaio 1915 alla battaglia di Dogger Bank.
Era ancora assegnata allo stesso squadrone quando partecipò tra il 31 maggio ed il 1º giugno 1916 alla battaglia dello Jutland. Circa due mesi dopo, il 19 agosto, venne colpita da un siluro lanciato dal sommergibile tedesco U-66 e successivamente affondata dall'U-63. Il relitto si trova in circa 15 metri di acqua in posizione 53°58.93′N 0°04.5′W.